# 坪川禮巳
坪川 禮巳（つぼかわ ひろみ　1943年4月15日 - ）は、広島県議会議員（1991～2007年、2011～2015年）を5期務めた政治家。
学校法人清水ヶ丘学園　理事長。
明治大学　在学中、自由民主党学生部幹事長（学生部長は橋本龍太郎）に就任。